# Math
Math var i keltisk mytologi kung i Gwynedd.
Math förekommer som bifigur i historien Math son av Mathonwy vars huvudrolls innehavare är Gwydion, Lleu Llaw Gyffes och Blodeuedd. 